# RESCUE
Singles de KAT-TUN
One Drop
(2009) Love Yourself ~Kimi ga kirai na kimi ga suki~
(2010)
RESCUE est le 10esingle du groupe KAT-TUN sorti sous le label J-One Records le 11 mars 2009 au Japon. Il atteint la 1re place du classement de l'Oricon. Il se vend à 322 597 exemplaires la première semaine et reste classé 13 semaines, pour un total de 377 097 exemplaires vendus. Il sort en format CD, CD First Press et CD+DVD.
RESCUE a été utilisé comme thème musical pour le drama RESCUE~Tokubetsu Koudo Kyuujotai dans lequel joue Nakamaru Yuichi. RESCUE est présente sur l'album Break the Records - by you & for you -.

## Liste des titres
| 1. | RESCUE                           | Eco    | Shusui, Tord Bäckström, Bengt Girell, Jan Nilsson | 4:47 |
| 2. | 7 DAYS BATTLE                    | Sean-D | Fredrik Hult, Sebastian Thott, Didrik Thott       | 4:00 |
| 3. | RESCUE (Original Karaoke)        | Eco    | Shusui, Tord Bäckström, Bengt Girell, Jan Nilsson | 4:46 |
| 4. | 7 DAYS BATTLE (Original Karaoke) | Sean-D | Fredrik Hult, Sebastian Thott, Didrik Thott       | 3:57 |

| 1. | RESCUE                                | Eco    | Shusui, Tord Bäckström, Bengt Girell, Jan Nilsson | 4:47 |
| 2. | 7 DAYS BATTLE                         | Sean-D | Fredrik Hult, Sebastian Thott, Didrik Thott       | 4:00 |
| 3. | On Your Mind -Please come back to me- | SPIN   | Sharon Vaughn, Harry Sommerdahl, Niklas Jarl      | 4:54 |

| 1. | RESCUE        | Eco    | Shusui, Tord Bäckström, Bengt Girell, Jan Nilsson | 4:47 |
| 2. | 7 DAYS BATTLE | Sean-D | Fredrik Hult, Sebastian Thott, Didrik Thott       | 4:00 |

| 1. | RESCUE    |  |
| 2. | Making of |  |